# 寺田站 (富山縣)
寺田站（日语：／ Terada eki */?）是隸屬於富山地方鐵道的鐵路車站，座落於富山縣中新川郡立山町，為本線及立山線的分歧位，立山線名義上以本站為正式起點，但現時的運作模式上，所有列車均與本線直通運轉。當中只有特急列車「阿爾卑斯號」會駛往宇奈月溫泉站外，其他列車均直通至電鐵富山站。
本站屬直營站，全日均有正式職員於站務室內駐守。

## 車站結構
設有單層木製站房1座，位於立山線4號月台旁邊，為標準鄉郊型的站房。車站入口設於左側，進站後，左側為候車室，右側為售票窗口、站務室及儲物室，前方為檢票窗口，並且設置了一部對應IC卡的閘機。由於站房自開業起一直使用至今，結構及外貌已經非常殘舊，2016年6月起進行了修箿及翻新工程，於9月23日完工並重新開放使用。
站房外的站牌採用了由右至左的橫書方式寫上「驛田寺」，在日本車站站牌中已甚少見到。
設有側式月台4個，但位處中央的2個側式月台，與原為信號場暨候車室的另一座木製建築物一併相連，又位處同一水平，形成為「Ｖ」型的島式月台格局。線路佈局上，兩側月台皆為下行線路，分別前往宇奈月溫泉站及立山站；中間兩個均為上行前往電鐵富山站。有效長度方面，本線可達4輛，而立山線過往亦因有名古屋鐵道及日本國鐵的列車從富山站轉入，所以亦能停靠3輛編成的列車。
而每年立山黑部阿爾卑斯路線開通時，會有特別急行列車「阿爾卑斯號」往來立山站及宇奈月溫泉站，並在本站轉換行駛方向。列車會先在首段線路所屬的月台停靠及降客（1號及3號月台），及後會繼續前行至轉轍器後的平交路口停車，這時駕駛員會轉移至列車另一端的駕駛室，再從轉轍器轉換至另一線路的相關月台上客（4號及2號）後繼續行車。

### 月台配置
| 月台 | 路線    | 方向 | 目的地                                       | 備註                                                           |
| ---- | ------- | ---- | -------------------------------------------- | -------------------------------------------------------------- |
| 1    | ■本線   | 上行 | 電鐵富山方向                                 | 位於島式月台左側 經■立山線往立山的特急「阿爾卑斯」落客月台     |
| 2    | ■本線   | 下行 | 上市、中滑川、電鐵黑部、舌山、宇奈月溫泉方向 | 位於最左側 往宇奈月溫泉的特急「阿爾卑斯」上客月台              |
| 3    | ■立山線 | 上行 | 電鐵富山方向                                 | 位於島式月台右側 經■本線往宇奈月溫泉的特急「阿爾卑斯」落客月台 |
| 4    | ■立山線 | 下行 | 岩峅寺、立山方向                             | 位於最右側 往立山的特急「阿爾卑斯」上客月台                    |

## 歷史
- 1931年8月15日：富山電氣鐵道富山田地方站～上市口站及本站～五百石站開通，開業[2]。
- 1943年1月1日：因應富山縣內所有私營鐵道公司合併，改為富山電氣鐵道的車站[3]。
- 2016年6月：站房修箿工程展開[4]。
- 2016年9月23日：站房修箿工程完成[5]。
- 2019年3月16日：增設車站編號[6]。

## 利用人數
| 乘車人員推算 | 乘車人員推算    | 乘車人員推算 |
| 年度         | 1日平均上落人數 |              |
| ------------ | --------------- | ------------ |
| 1998年       | 412             |              |
| 1999年       | 384             |              |
| 2000年       | 371             |              |
| 2001年       | 351             |              |
| 2002年       | 357             |              |
| 2003年       | 355             |              |
| 2004年       | 343             |              |
| 2005年       | 351             |              |
| 2006年       | 348             |              |
| 2007年       | 357             |              |
| 2008年       | 351             |              |
| 2009年       | 336             |              |
| 2010年       | 338             |              |
| 2011年       | 331             |              |
| 2012年       | 350             |              |
| 2013年       | 320             |              |
| 2014年       | 347             |              |
| 2015年       | 350             |              |
| 2016年       | 353             |              |
| 2017年       | 368             |              |
| 2018年       | 382             |              |

## 相鄰車站
富山地方鐵道
■本線
特急「宇奈月」
電鐵富山（T01）－寺田（T08）－上市（T12）
快速急行（上行）
稻荷町（T02） ← 寺田（T08） ← 上市（T12）
急行
越中舟橋（T07）－寺田（T08）－上市（T12）
普通
越中舟橋（T07）－寺田（T08）－越中泉（T09）
■立山線
特急「阿爾卑斯」
立山（T56）－寺田（T08）－上市（T12）
註：列車到達本站時，行車方向將會更改
特急・快速急行（下行）
電鐵富山（T01） → 寺田（T08） → 五百石（T46）
急行
越中舟橋（T07）－寺田（T08）－五百石（T46）
普通
越中舟橋（T07）－寺田（T08）－稚子塚（T44）

## 外部連結
- 富山地方鐵道寺田站公式網頁。 （页面存档备份，存于）（日語）